# Kneževina Katalonija
Kneževina Katalonija je povijesno i tradicionalno ime Katalonije. Ovo je pravni termin (lat. Principatus Cathaloniae) koji se pojavio u 15. stoljeću kao naziv za područje pod upravom katalonskih kortesa, čiji je vladar (lat. Princeps) bio kralj Krune Aragonije. Kneževina Katalonija nije bila formalno kraljevstvo, a nije bilo ni grofovija, jer Grofovija Barcelona nije obuhvaćala cijeli teritorij Katalonije.